# هاک ران (پنسیلوانیا)
هاک ران (به انگلیسی: Hawk Run) یک منطقهٔ مسکونی در ایالات متحده آمریکا است که در شهرستان کلیرفیلد، پنسیلوانیا واقع شده‌است. هاک ران ۲٫۱۰ کیلومتر مربع مساحت و ۵۳۴ نفر جمعیت دارد و ۴۴۸٫۰۶ متر بالاتر از سطح دریا واقع شده‌است.